# Костел Святого Архангела Михаїла (Хоростків)
Костел Святого Архангела Михаїла в Хоросткові — римсько-католицька церква в місті Хоросткові Тернопільської области України.

## Відомості
- XVII ст. — утворено первинну парафію св. Миколая, яку згодом ліквідували[1].
- 1851 — заснована парафіяльна експозитура, яка 1855 р. стала капеланією[1].
- 1856 — збудовано перший мурований костел св. Йосифа за кошти К. Левицького, який освятили в 1859 році[1].
- 1875 — утворено парафію[1].
- 1928—1929 — проведено частковий ремонт[1].
- 1940-і — костел зачинила радянська влада, яка розмістила в ньому зерносховище[1].
- 1964 — храм підірвано радянською владою[1].
- 1993 — після відновлення незалежности України вірні римо-католицької громади почали використовувати цвинтарну каплицю св. Михаїла, яка згодом перестала задовільняти їхні потреби.
- 2003—2008 — збудовано новий костел та парафіяльний будинок.
  - 26 червня 2001 — Папа Римський Іван Павло II під час Апостольського паломництва до України у Львові освятив наріжний камінь для костелу.
  - 18 жовтня 2003 — єпископом Мар'яном Бучеком освячено фундамент.
  - 7 червня 2008 — освячено новозбудований храм єпископом Леоном Малим.